# Muriceopsis petila
Muriceopsis petila is een zachte koraalsoort uit de familie Plexauridae. De koraalsoort komt uit het geslacht Muriceopsis. Muriceopsis petila werd in 1961 voor het eerst wetenschappelijk beschreven door Bayer. 